# Адамс (Орегон)
Адамс (енгл. Adams) град је у америчкој савезној држави Орегон.

## Демографија
По попису из 2010. године број становника је 350, што је 53 (17,8%) становника више него 2000. године.
| Група             | 2000.       | 2010.       |
| Белци             | 285 (96,0%) | 307 (87,7%) |
| Афроамериканци    | 0 (0,0%)    | 1 (0,3%)    |
| Азијати           | 2 (0,7%)    | 0 (0,0%)    |
| Хиспаноамериканци | 1 (0,3%)    | 24 (6,9%)   |
| Укупно            | 297         | 350         |